# القط (فلم 2017)
القَط فيلم وثائقي سعودي، حائز جائزة المركز الثالث في مهرجان ريغا الدولي للأفلام السياحية في لاتفيا، عن فئة السياحة الثقافية، يتناول حكاية فن القَط العسيري المُستخدم في تزيين المنازل من الداخل في منطقة عسير، والذي تشتهر بأدائه فتيات وسيدات المنطقة، الفيلم من إنتاج مركز الملك عبد العزيز الثقافي العالمي، وعُرض عالميًّا لأول مرة في استديوهات باراماونت في هوليوود بلوس أنجلوس ضمن فعالية أيام الأفلام السعودية.